# Hemistichodus
Genre
Hemistichodus est un genre de poissons d'eau douce téléostéens de la famille des Distichodontidae (ordre des Characiformes). Ce genre ne contient plus aucune espèce, elles ont toutes été reclassées dans le genre Monostichodus.

## Systématique
Le nom valide complet (avec auteur) de ce taxon est Hemistichodus Pellegrin, 1900,.

## Étymologie
Le nom générique, Hemistichodus, du grec ancien ἥμισυς, hếmisus, « demi », στίχος, stíkhos, « rangée », et ὁδούς, odoús, « dent », fait référence à la « curieuse disposition des dents à la mâchoire supérieure ».

## Publication originale
- Jacques Pellegrin, « Poissons nouveaux ou rares du Congo français », Bulletin du Muséum d'histoire naturelle, Paris, IN  Groupe, vol. 6, no 7,‎ 1900, p. 348-354 (ISSN 0027-4070 et 2419-6452, OCLC 57046216, BNF 34348915, lire en ligne).